# Anomala castanea
Anomala castanea är en skalbaggsart som beskrevs av Fahraeus 1857. Anomala castanea ingår i släktet Anomala och familjen Rutelidae. Inga underarter finns listade i Catalogue of Life.